# فابری ۱۲۰۴۴
سیارک ۱۲۰۴۴ (به انگلیسی: 12044 Fabbri، نامگذاری:1997FU) دوازده هزار و چهل و چهارمین سیارک کشف شده‌است که در ۲۹ مارس ۱۹۹۷ کشف شد.
قدر مطلق سیارک برابر ۱۲٫۸۰ است.